# Cumella tarda
Cumella tarda är en kräftdjursart som beskrevs av Hansen 1920. Cumella tarda ingår i släktet Cumella och familjen Nannastacidae. Inga underarter finns listade i Catalogue of Life.